# Nomenclatura estel·lar

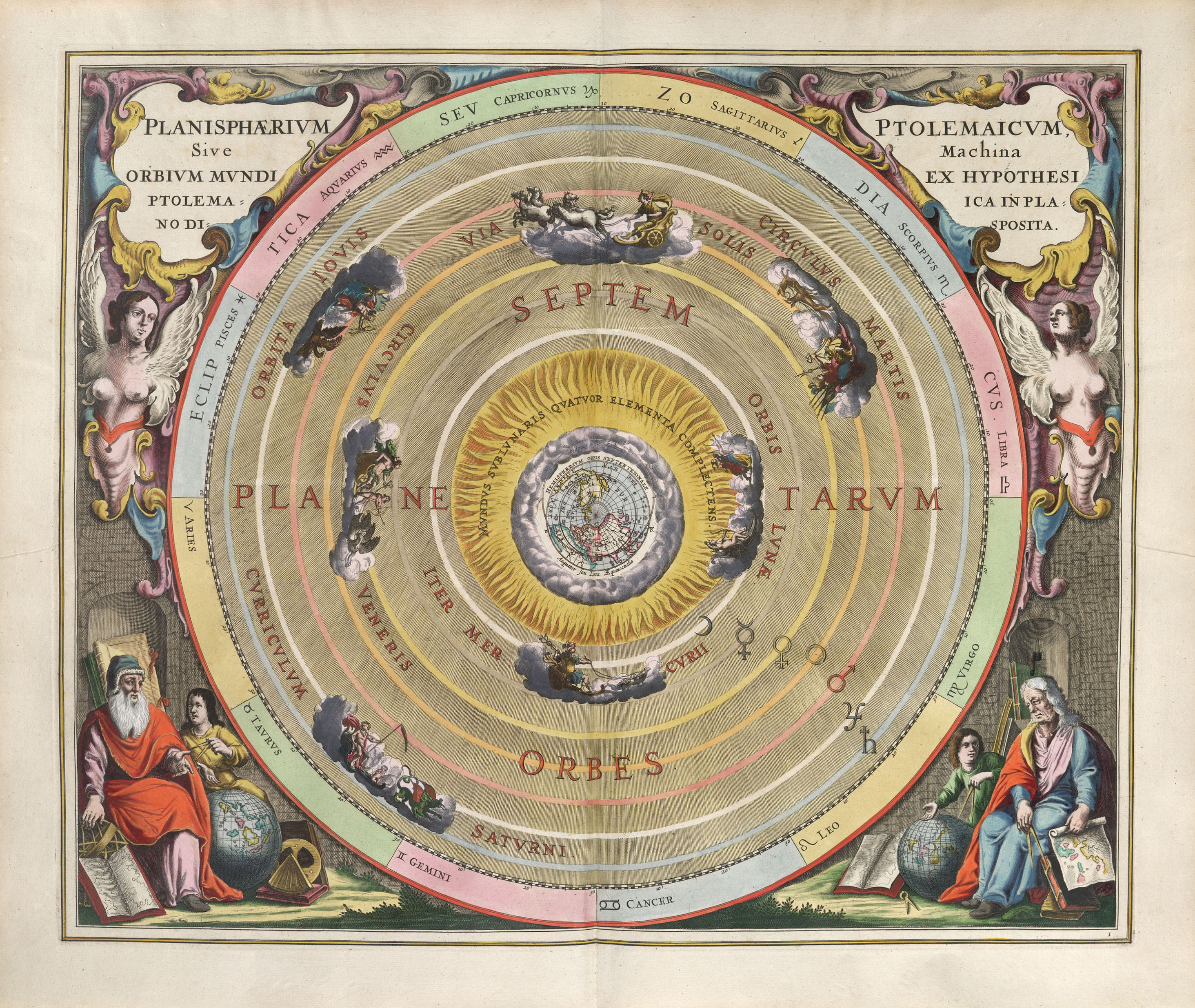
Planisferi de Ptolemeu que enumera totes les estrelles de magnitud aparent 6,5 o més brillants, o gairebé totes les estrelles que es poden veure a ull nu des de la Terra, i conté 9.096 estrelles.

La nomenclatura estel·lar és competència de la Unió Astronòmica Internacional (UAI), l'autoritat internacional reconeguda per assignar noms a les estrelles i altres objectes astronòmics. No obstant això, molts dels noms d'estrelles avui en ús van ser heretats de temps anteriors a l'existència de la UAI.
Noms nous, com els d'estrelles variables, noves i supernoves, s'afegeixen contínuament. No obstant això, la major part d'estrelles no tenen cap nom i són conegudes únicament pel seu nombre de catàleg.

## Noms propis
Les estrelles més brillants observables a simple vista tenen noms tradicionals. Entre els més antics figuren els d'origen babiloni-com Nunki - i els provinents del grec antic. Càstor i Pòl·lux fan referència als dioscurs-llegendaris bessons de la mitologia grega -, mentre que el nom de Naos és el terme grec per "vaixell". Un menor nombre d'estrelles, com Vindemiatrix o Porrima, tenen noms derivats del llatí.
No obstant això, la major part dels noms d'estrelles procedeixen de l'àrab de l'edat mitjana, quan els astrònoms d'Aràbia van adoptar les constel·lacions de Ptolemeu donant els seus propis noms a les estrelles.
Per això, molts noms propis d'estrelles comencen per l'article A- Al Nair, Aldebaran, Algieba, Alioth, Aludra, etc.
El terme àrab dhaneb, "la cua", dona origen als noms de Deneb, Denebola, Deneb Kaitos, Deneb Algedi, Deneb Dulfim i Aldhanab.
Igualment, de la paraula àrab per "pes", wazn, procedeixen els noms de Wezen i Wazn.
Finalment, hi ha noms més moderns com Peacock - "gall dindi" en anglès, en al·lusió a la constel·lació on es troba-. Aquest nom, al costat del d'Avior, van ser assignats a la dècada de 1930 en crear-se The Air Almanac, un almanac de navegació usat per la Royal Air Force.
A vegades sorgeixen diferents problemes amb aquests noms: 
- Sovint l'ortografia no està estandarditzada, així Gamma Andromedae és coneguda com a Alamak, Almaack, Almaach o Almak, diverses formes d'escriure el mateix nom.

- Moltes estrelles tenen més d'un nom amb una popularitat aproximadament igual. Per exemple, Benetnasch o Alkaid, Alphecca o Gemma, i Alpheratz o Sirrah.

- A causa de la imprecisió en vells catàlegs estel·lars, pot no estar clar exactament a què estrella d'una constel·lació correspon un nom concret; Alniyat o Chara il·lustren aquest cas.

- Algunes estrelles en diferents constel·lacions poden tenir un mateix nom. Un conegut exemple és Algenib, que pot referir-se tant a Gamma Pegasi com a Alfa Persei, aquesta darrera coneguda també com Mirfak.

## Nomenclatura de Bayer
Johann Bayer va introduir un sistema per designar els estels més brillants en cada constel mitjançant lletres gregues o, menys freqüentment, per mitjà de lletres llatines. Aquest és un sistema extensament utilitzat en l'actualitat, sent Alfa Chamaeleontis, Omega Sagittarii o N Velorum exemples d'aquesta denominació.

## Nomenclatura de Flamsteed
La numeració d'estels deguda a John Flamsteed també ha estat popular, encara que en general es prefereixen les lletres gregues de Bayer quan existeix aquesta opció. Estrelles com 61 Cygni, 89 Herculis o 50 Persei són conegudes per aquesta nomenclatura.

## Nomenclatura d'Hevelius
De manera similar a Flamsteed, Johannes Hevelius també va numerar estrelles dins de les constel. El seu sistema, però, ha caigut en desús, encara que de vegades la numeració d'Hevelius és tractada equivocadament com a numeració de Flamsteed.

## Nomenclatura d'estrelles variables
Aquelles estrelles variables que no tenen denominació de Bayer reben un nom específic com a variables. R Hydrae, V Puppis i BC Cygni són exemples d'aquesta denominació.

## Nombre de catàleg
En absència d'un millor mitjà per anomenar un estel, els nombres de catàleg s'usen per a la seva designació. Hi ha una gran quantitat de diferents catàlegs estel·lars, figurant entre els més utilitzats el Catàleg Henry Draper, el Catàleg d'Estrelles Brillants i el Catàleg Gliese. En general, un nombre de catàleg consta de diverses lletres que indiquen el nom del catàleg, i un nombre que fa referència a l'estrella en concret. HD 169.830, HR 8799, Gliese 22 i LHS 288 són estels coneguts pel seu nombre de catàleg.

## Epònims
Hi ha estrelles anomenades a partir de noms de persones. Aquests són casos excepcionals que en moltes ocasions eren noms no oficials posteriorment reconeguts com a oficials. A més de la coneguda Estrella de Barnard, cal esmentar l'Estrella de Kapteyn, l'Estrella de Plaskett o l'Estrella de Przybylski.

## Recerca d'exoplanetes
Quan es detecta un planeta al voltant d'una estrella, normalment s'anomena l'estrella amb en nom del telescopi o la missió que l'ha descoberta i un nombre relatiu al nombre de planetes que han estat descoberts per la missió o telescopi. Exemples són:. HAT-P-9, WASP-1, COROT-1, Kepler-4.